# Березята (Марий Эл)
 Березята  — деревня в Советском районе Республики Марий Эл. Входит в состав Вятского сельского поселения.

## Географическое положение
Находится в центральной части республики Марий Эл на расстоянии приблизительно 17 км по прямой на север-северо-восток от районного центра посёлка Советский.

## История
В начале 1930-х годов здесь насчитывалось около 50 хозяйств, проживали около 200 человек. В советское время работали колхозы «Совет», «Урал», подсобное хозяйство Марийского машиностроительного завода.

## Население
Население составляло 27 человек (русские 85 %) в 2002 году, 25 в 2010.